# Stigmaulax cancellatus
Stigmaulax cancellatus is een slakkensoort uit de familie van de Naticidae. De wetenschappelijke naam van de soort is voor het eerst geldig gepubliceerd in 1781 door Hermann.